# Sant Julià de Vilamirosa
Sant Julià de Vilamirosa és una església ubicada a la zona de Granollers de la Plana i situada al sud del municipi de Manlleu (Osona) que forma part de l'Inventari del Patrimoni Arquitectònic de Catalunya.
És una capella de nau única amb l'absis situat a llevant i la façana a ponent. El portal d'entrada és en arc de mig punt rebaixat; al seu damunt hi ha un òcul ortogonal. A la banda esquerra hi ha una torre de campanar adossada, coberta a quatre vessants i amb finestres a la part superior. Fou transformada als segles xvii i XVIII. El primer esment que se'n té és de 946. Des del 1042 hi consta la parròquia de Sant Julià, que al segle xiv s'uní com a sufragània a la de Granollers de la Plana i que deixà d'existir el 1868.
L'absis presenta arcs cecs i faixes llombardes, recentment lliurades de l'enguixat que les cobria; també les finestres han estat recuperades. A la part de la capçalera, després del presbiteri, hi ha una capella lateral a cada banda, cobertes ambdues amb volta quatripartita amb nerviacions (afegides a principis del segle XVII). Als peus hi ha el cor i una capella fonda de menys alçada que la nau.
El lloc és conegut des del 946 i, com Manlleu, formava part de l'antiga demarcació de la civitas de Roda. En un document datat el 20 de maig de l'any 947, els esposos Ató i Liviria venen a Almalric el dret d'usar durant sis mesos, cada any, cinc molins situats al comtat d'Osona, al terme de Roda ciutat, al riu Ter iusta Villamirosa, o sigui, prop Vilamirosa. 
L'antiga parròquia, situada a l'extrem sud del terme de Manlleu, està documentada l'any 1040. El 1561 passà a ser sufragània de Granollers de la Plana, i a principis del s. XIX es fusionà amb Manlleu.
Dins el programa d'activitats litúrgiques de la parròquia, se sap que en el segle xvii, els fidels de San Esteve de Granollers, per la diada de la Santa Creu, en el mes de maig, després de la missa matinal a l'església parroquial, anaven en processó a Sant Julià de Vilamirosa on hi resaven una segona missa i, després es dirigien al serrat de les Comelles per beneir el terme. L'any 1868 va perdre la parroquialitat i el culte el perdé el 1936. Des d'aleshores restà abandonada.
Als anys 90 del segle xx va estar restaurada pel Servei de Patrimoni de la Diputació amb uns criteris que preveuen la conservació dels diferents estils que engloba l'edifici. Actualment es dedica a activitats culturals.